# Робсон Бамбу
Ро́бсон А́лвес де Ба́ррос (порт.-браз. Robson Alves de Barros; родился 12 ноября 1997), более известный как Робсон Ба́мбу (порт.-браз. Robson Bambu) — бразильский футболист, защитник клуба «Брага».

## Клубная карьера
Уроженец Сан-Висенти, Сан-Паулу, Бамбу начал тренироваться в футбольной академии «Сантоса» в 2007 году в возрасте 10 лет. В январе 2018 года был переведён в основной состав «чёрно-белых». 28 января 2018 года дебютировал в основном составе «Сантоса» в матче Лиги Паулиста против «Итуано». 25 августа 2018 года дебютировал в бразильской Серии A, выйдя на замену получившему травму Густаво Энрике в матче против клуба «Баия». Три дня спустя дебютировал в Кубке Либертадорес в матче против аргентинского клуба «Атлетико Индепендьенте».
В ноябре 2018 года футбольный клуб «Атлетико Паранаэнсе» объявил о трансфере Робсона Бамбу. В 2019 году защитник помог «красно-чёрным» выиграть Лигу Паранаэнсе, Кубок обладателей Кубка Джей-лиги и Южноамериканского кубка и Кубок Бразилии.
В июне 2020 года Бамбу перешёл во французский клуб «Ницца», сумма трансфера составила около 8 миллионов евро.
20 января 2022 года отправился в аренду в бразильский клуб «Коринтианс» сроком на один год.

## Карьера в сборной
В 2016 году дебютировал в составе сборной Бразилии до 20 лет в товарищеском матче против сборной Англии. В январе 2017 года сыграл на чемпионате Южной Америки среди игроков до 20 лет.
В 2020 году дебютировал в составе олимпийской сборной Бразилии в рамках предолимпийского турнира КОНМЕБОЛ.

## Достижения
«Атлетико Паранаэнсе»
- Чемпион Лиги Паранаэнсе: 2019
- Победитель Кубка обладателей Кубка Джей-лиги и Южноамериканского кубка: 2019
- Обладатель Кубка Бразилии: 2019